# Arsenij Jacenjuk
Arsenij Petrovič Jacenjuk (ukr. Арсеній Петрович Яценюк); (Ukrajina, Černivci, 22. svibnja 1974.); bio je ukrajinski premijer od veljače 2014 do 2016., političar, ekonomist i pravnik. Čelnik stranke Narodni front koja snažno zagovara pristupanje Europskoj uniji.

## Životopis
Rođen u Černivcima, Arsenij Jacenjuk potječe iz ukrajinske profesorske obitelji, po vjeroispovjesti je grkokatolik. Oženjen je za Tereziju Hur, ima dvoje djece Kristinu i Sofiju.

## Politička karijera
Obnašao je dužnosti Predsjednika ukrajinskog parlamenta Vrhovne Rade 2007. i 2008. godine, ministra vanjskih poslova 2007., i ministra gospodarstva 2005. i 2006. godine. Jacenjuk se smatra liberalnijim ukrajinskim političarem, nešto više politički okrenutim prema sustavnim vrijednostima Zapadne Europe i SAD-a, no često zagovara i uspješnu ekonomsku suradnju s Rusijom.
Arsenij Jacenjuk je uspješno od 2001. do 2003. obnašao dužnost ministra gospodarstva na Krimu. Od 2003. do 2005. postaje predsjednik vijeća Nacionalne Banke Ukrajine kojoj je tada na čelu bio Serhij Tihipko. Nakon Tihipkovog odlaska preuzima njegovu funckiju i postaje predsjednik Nacionalne Banke Ukrajine. Jacenjuk je također vodio pregovore prilikom pristupanja Ukrajine u Svjetsku trgovinsku organizaciju.
Jacenjuk se kandidirao na predsjedničkim izborima u Ukrajini 2010. godine kada je dobio izravnu podršku 1 711 737 ili 6,96% ukrajinskih glasača.

## Vanjske poveznice
- Stranice Arsenija Jacenjuka (ukr.)
- Društvena mreža Arsenija Jacenjuka